# Uwe Kamps
Uwe Kamps (Düsseldorf, 12 de junio de 1964) es un exjugador de fútbol alemán. Desarrolló toda su carrera en el Borussia Mönchengladbach, donde actuó como guardameta. Fue miembro de la selección de fútbol olímpica de Alemania que obtuvo la medalla de bronce en los Juegos Olímpicos de Seúl 1988.

## Trayectoria
Jugó en los equipos juveniles de los clubes SV Wersten 04 y BV 04 Düsseldorf, antes de unirse al Borussia Mönchengladbach. Debutó profesionalmente el 12 de marzo de 1983 en un partido ante el Arminia Bielefeld, entrando en el segundo tiempo en sustitución de Ulrich Sude.
Durante toda su carrera como jugador de fútbol, sólo defendió la portería del Borussia Mönchengladbach, lo que lo convirtió en un jugador de un solo equipo.
Fue miembro del plantel que obtuvo la Copa de Alemania 1994-95, pero también del que descendió al término de la temporada 1998-99 de la 1. Bundesliga.
Se retiró en 2004, habiendo disputado 516 partidos oficiales con su equipo.
Tras abandonar las canchas, continuó vinculado al Borussia Mönchengladbach como entrenador de arqueros juveniles.

### Selección nacional
Fue parte de la selección olímpica de Alemania Occidental que obtuvo la medalla de bronce en el torneo de fútbol masculino de los Juegos Olímpicos de Seúl 1988.